# Cheick Cissé
Cheick Cissé Sallah Junior dit Polozo (né le 19 septembre 1993) est un taekwondoïste ivoirien. Il participe aux Jeux olympiques de Rio 2016, dans la catégorie des moins de 80 kg et remporte la première médaille d'or olympique de la Côte d'Ivoire. Il est également triple champion d'Afrique de taekwondo, et double médaillé d'or aux Jeux africains de 2015 et 2019. Il représente la Côte d'Ivoire à plusieurs compétions internationales telles que les Grand Prix et les Opens internationaux.
En 2023, il devient champion du monde de taekwondo, à Bakou en Azerbaïdjan en décrochant la médaille d'or. En 2024, Il obtient la médaille d'argent aux Jeux olympiques de Paris 2024.

## Biographie
Cheick Cissé est né le 19 septembre 1993 à Bouaké, dans une famille modeste. Il grandit à Dar-es-Salam, un quartier populaire de la ville de Bouaké. Il rejoint par la suite la capitale économique ivoirienne alors qu'il n'a qu'une dizaine d'année. Son père, Abdel Kader Cissé, l'inscrit dans un centre d'entraînement de la commune de Koumassi où il vivait. Il commence par le karaté avant de changer et de passer au taekwondo. Son premier entraîneur est Lucien Christian Kragbe.
Il entre à l'Institut national de la jeunesse et des sports d'où il est sorti titulaire d'un diplôme de maîtrise. Il est également titulaire d'une licence en administration des affaires de l'école de commerce de Lyon.

## Carrière sportive

### Début de carrière
Cheick Cissé rejoint l'équipe nationale en 2013 et participe pour la première fois à la Coupe du monde par équipe de taekwondo en Afrique à Abidjan. La Côte d'Ivoire termine avec la médaille d'argent,.
En 2014, Cheick Cissé participe aux Championnats d'Afrique de taekwondo à Tunis en Tunisie dans la catégorie des moins de 80 kg où il remporte sa première d'or médaille internationale. Puis, il s'ensuit sa première participation au Grand Prix mondial de taekwondo 2014, organisé par la Fédération internationale de taekwondo, où il ne remporte aucune médaille aux compétitions qui se tiennent respectivement, à Suzhou en Chine et Astana au Kazakhstan, toujours dans la catégorie des moins de 80 kg.

### Saison 2015
Pendant l'année 2015, Cheick Cissé remporte une médaille d'argent dans la catégorie des moins de 80 kg, à l'Open d'Égypte, à Luxor de 2015, en battant l’américain Steven Lopez 17 contre 13. Il obtient également la 3e place, et gagne la médaille de bronze dans la catégorie des moins de 80 kg, à l'Open d'Espagne 2015, à Pontevedra, en Espagne.
Mais, aux Championnats du monde de 2015, il est éliminé en huitièmes de finale après une défaite face à Steven Lopez. La même année, il remporte la deuxième médaille d’or de sa carrière aux Jeux africains de Brazzaville.
En août 2015, à sa deuxième participation au Grand Prix mondial de taekwondo, il remporte la médaille d'or à Moscou 2015.

### Saison de 2016
Cheick Cissé participe par la suite, aux Championnats d'Afrique de Taekwondo 2016 de Port-Saïd en Egypte. Il bat le taekwondoïste tunisien Oussama Oueslati en finale, et devient champion d’Afrique pour la deuxième fois en 2016.

#### Jeux olympiques de Rio 2016
Il se qualifie pour prendre part aux Jeux olympiques d'été de 2016 à Rio de Janeiro, au Brésil. Il remporte la première médaille d'or olympique de l'histoire de la Côte d'Ivoire,. Il s'impose face au Britannique Lutalo Muhammad dans la catégorie des moins de 80 kg.

### Saison 2017
En 2017, Cheick Cissé participe à plusieurs compétitions internationales, au total 8 compétitions. Il remporte la médaille d’or chez les moins de 80 kg, au Grand Prix de Moscou en Russie de 2017, au Grand Prix de Londres et au Grand Prix d’Abidjan en Côte d'Ivoire dans son pays,. Il a également obtenu la médaille d’argent au Grand Prix de Rabat, et aucune médaille au Grand Slam de Wuxi. Il participe, en avril 2017, à la President's Cup en Afrique à Agadir, et à la WT President's Cup Pan Am à Las Vegas, où il remporte respectivement l'or et l'argent.
Malgré ses précédentes performances, Cheick Cissé est éliminé lors des Championnats du Monde de Muju 2017 en Corée. Il ne gagne aucune  médaille.

### Saison 2018
Il remporte une médaille d'argent aux Championnats d'Afrique, à Agadir au Maroc. Par la suite, Cheick Cissé obtient une médaille d'or lors de la President's Cup Europe à Athènes. Par contre, il n'obtient aucune médaille lors du Grand Prix de Manchester et le Grand Slam de Wuxi.

### Saison 2022
En 2022, Cheick Cissé remporte la médaille d’argent, à l'Open d'Espagne, à La Nucia, dans la catégorie des moins de 87 kg. Il décroche également une autre médaille d’argent au Grand Prix de Rome, dans la catégorie des plus de 80 kg senior, ainsi qu’une médaille d’argent aux Championnats d’Afrique à Kigali, chez les moins de 87 kg. Cheick Cissé obtient des médailles de bronze au Grand Prix de Paris, et au Grand Prix de Manchester, tous deux dans la catégorie des plus 80 kg. Il remporte la médaille d’or, à l'Open de Riga, dans la catégorie des plus de 87 kg. Il participe aux championnats du monde à Guadalajara, dans la catégorie des moins de 87 kg, et termine sans aucune médaille.

### Saison 2023
Il participe en février 2023 à la President's Cup Europe, à Istanbul en Turquie. Il bat le macédonien Dejan Georgievski en demi-finale, puis affronte l'Iranien Abolfazl Abbasi Pouya qu'il gagne également pour 2 contre 1,. Il remporte ainsi la médaille d'or dans cette compétition, dans la catégorie des plus de 87 kg,. Des jours plus tard, le 17 février 2023, il obtient une autre médaille d'or à la President Cup Africa au Caire en Egypte, dans la même catégorie de poids. En mars 2023, il remporte la troisième médaille d'or de l'année 2023 en Bulgarie, lors de l'Open Sofia en Bulgarie. Il était face au Croate Bozic Pasko dans la catégorie des plus de 87 kg.
Il gagne par la suite, deux médailles d'or successives aux Grand Prix de 2023. L'une à Paris et l'autre à Manchester avec les plus de 80 kg,.

#### Champion du monde de taekwondo 2023
En juin 2024, il prend part aux Championnats du monde de taekwondo qui se tiennent à Bakou en Azerbaïdjan. Il parvient en demi-finale en combattant le Croate Pasco Bosic, avant de s'imposer en finale contre le Mexicain Taekwondoïste Carlos Sansores Acevedo, le 4 juin. Alors, il remporte la médaille d'or chez les plus 87 kg, lors du 26e édition du championnat du monde, et devient Champion du monde de taekwondo,.
Après cette performance au championnat du monde de taekwondo, il est nommé membre du Conseil mondial de taekwondo, en juillet 2023 et co-président du Comité des athlètes de la World Taekwondo. Cheick Cissé est élu, le 3 décembre 2023, meilleur athlète de taekwondo de l’année 2023, lors du 8e gala des Awards du taekwondo. Il reçoit sa distinction de la World Taekwondo, à Manchester,.

### Saison 2024
En juin 2024, Cheick Cissé est nommé, président du comité des athlètes de l’union africaine de taekwondo,. Dans le même mois, il prend part à l'Open de Luxembourg 2024 dans la catégorie de plus de 87 kg. Il bat en demi-finale l'américain Jonathan Healy, puis affronte en finale, le britannique Caden Cunningham face à qui il s'incline. Il obtient alors la médaille d'argent.
En juillet 2024, Il présente sa candidature à l'élection de la commission des athlètes du Comité international olympique. Il n'est pas élu.

#### Jeux olympiques de Paris 2024
Cheick Cissé réussit à se qualifier pour les jeux olympiques d'été de 2024, à Paris en France, et fait partie des 13 athlètes ivoiriens qui participent aux Jeux olympiques de 2024,. Pour sa préparation aux jeux, il reçoit un don financier, en avril 2024, de Moov Africa d'une valeur 10 millions de francs cfa. Il se prépare avec Ruth Gbagbi, aussi qualifiée, en Espagne à Majorque où les infrastructures et les équipements sont adéquats. Ils sont entraînés par Juan Antonio Ramos,.
En juin 2024, il est nommé porte-drapeau de la délégation ivoirienne aux Jeux olympiques d'été de 2024, à Paris en compagnie de l'athlète Marie-Josée Ta Lou,.
Le 10 août 2024, Cheick Cissé affronte Kasra Mehgipounejad de l'équipe olympique des réfugiés, en 8e de finale dans la catégorie des plus 80 kg. Il termine son combat le battant avec un score de 2 contre 0. Il domine largement son adversaire lors des deux rounds. Il s'est ainsi qualifié pour les quarts de finale des JO 2024. Par la suite, il bat, en quart de finale, l'américain Jonathan Healy et obtient une place en demi-finale.
En demi-finale, il est éliminé face au britannique Caden Cunningham. Cheick Cissé s'incline avec un score de 2 à 1. Le premier round est largement dominé par le britannique, soit 11-6, et le second tour est mené par Cheick 7-5, mais, au 3e et dernier round, le Britannique qui parvient à le toucher à la tête, qui représente le coup fatal.
Éliminé en demi-finale, il remporte malgré une blessure, la médaille de bronze en battant le mexicain Carlos Sansores, au bout de trois rounds. C'est la seule médaille de la Côte d'Ivoire lors des jeux olympiques de 2024, à Paris.

## Ambassadeur
Il est ambassadeur de la Fondation Heart Angel, qui œuvre en faveur de la promotion de l'éducation, la culture et les valeurs du sport afin d'accompagner la jeunesse ivoirienne dans la réalisation de leurs rêves.

## Vie personnelle
Cheick Cissé se fiance avec Dominique Yagba, en juillet 2022 en Espagne. Il se marie à sa fiancée, le 30 décembre de la même année à Abidjan dans la commune de Cocody. Un mariage officié par le maire Jean-Marc Yacé,.

## Palmarès

### Jeux olympiques
- Médaille d'or dans la catégorie des moins de 80 kg, aux Jeux olympiques d'été de 2016, à Rio de Janeiro, au Brésil[12];
- Médaille de bronze dans la catégorie des plus de 80 kg aux Jeux olympiques de 2024 à Paris, en France[59].

### Championnats du monde
- Médaille d'or dans la catégorie des plus de 87 kg, aux Championnats du monde de taekwondo 2023, à Bakou, en Azerbaïdjan[31],[60].

### Jeux africains
- Médaille d'or dans la catégorie des moins de 80 kg, aux Jeux africains de 2015, à Brazzaville, au Congo[9];
- Médaille d'or dans la catégorie des moins de 80 kg, aux Jeux africains de 2019, à Rabat, au Maroc[61].

### Championnats d'Afrique
- Médaille d'or dans la catégorie des moins de 87 kg, aux Championnats d'Afrique de taekwondo 2021, à Dakar, Sénégal ;
- Médaille d'or dans la catégorie des moins de 80 kg, aux Championnats d'Afrique de taekwondo 2016, à Port-Saïd, Égypte[11];
- Médaille d'or dans la catégorie des moins de 80 kg, aux Championnats d'Afrique de taekwondo 2014, à Tunis, en Tunisie ;
- Médaille d'argent dans la catégorie des moins de 87 kg, aux Championnats d'Afrique de taekwondo 2022, à Kigali, Rwanda[21];
- Médaille d'argent dans la catégorie des moins de 80 kg, aux Championnats d'Afrique de taekwondo 2018, à Agadir, Maroc.

### Coupes du monde
- Médaille d'argent à la Coupe du Monde par équipe 2013, en Côte d'Ivoire.

### Grands Prix
- Médaille d'or au Grand Prix de taekwondo 2015, à Moscou, en Russie ;
- Médaille d'or au Grand Prix de taekwondo 2017, à Londres, en Angleterre ;
- Médaille d'or au Grand Prix de taekwondo 2017, à Rabat, au Maroc ;
- Médaille d'or au Grand Prix de taekwondo 2017, à Abidjan, en Côte d'Ivoire ;
- Médaille d'or au Grand Prix de taekwondo 2022, à Riyad, en Arabie saoudite ;
- Médaille d'or au Grand Prix de taekwondo 2023, à Paris, en France ;
- Médaille d'or au Grand Prix de taekwondo 2023, à Manchester, en Angleterre[62];
- Médaille d'argent au Grand Prix de taekwondo 2015, à Samsun, en Turquie ;
- Médaille d'argent au Grand Prix de taekwondo 2018, à Taoyuan, à Taiwan ;
- Médaille d'argent au Grand Prix de taekwondo 2022, à Rome, en Italie ;
- Médaille de bronze Grand Prix de taekwondo 2015, à Manchester, en Angleterre ;
- Médaille de bronze Grand Prix de taekwondo 2017, à Moscou, en Russie ;
- Médaille de bronze Grand Prix de taekwondo 2018, à Fujaïrah, aux Émirats arabes unis ;
- Médaille de bronze Grand Prix de taekwondo 2019, à Rome, en Italie ;
- Médaille de bronze au Grand Prix de taekwondo 2022, à Paris, en France ;
- Médaille de bronze au Grand Prix de taekwondo 2022, à Manchester, en Angleterre.

### Universiade
- Médaille d'argent dans la catégorie des moins de 80 kg, à l'Universiade d'été de 2015, à Gwangju, en Corée du Sud.

### Opens internationaux
- Médaille d'or dans la catégorie des moins de 80 kg, à la President's Cup 2017 ;
- Médaille d'or dans la catégorie des moins de 80 kg, à l'Open International d'Allemagne 2016 ;
- Médaille d'or dans la catégorie des moins de 80 kg, à l'Open International de Croatie 2015 ;
- Médaille d'argent dans la catégorie des moins de 80 kg, à l'US Open 2017, aux États-Unis ;
- Médaille d'argent dans la catégorie des moins de 80 kg, à l'Open de Belgique 2019 ;
- Médaille d'argent dans la catégorie des moins de 80 kg, à l'Open de Luxor 2015, en Égypte ;
- Médaille de bronze dans la catégorie des moins de 80 kg, à l'Open d'Espagne 2015, à Pontevedra.

## Prix et récompenses
- Prix national d'excellence 2016 du meilleur athlète ivoirien[63];
- Prix national d'excellence 2023 du meilleur athlète ivoirien[64],[65] ;
- Meilleur athlète de taekwondo de l’année 2023 au 8e gala des Awards du taekwondo[33],[34].

## Distinctions
- Officier de l'ordre national de Côte d'Ivoire, décerné par Alassane Ouattara[66];
- Commandeur de l'ordre du Mérite sportif ivoirien[67].